# بررسی آتش‌سوزی
بررسی آتش‌سوزی (انگلیسی: Fire investigation) تجزیه و تحلیل حوادث مربوط به آتش‌سوزی است. پس از خاموش کردن آتش توسط آتش‌نشانان، تحقیقات برای تعیین منشأ و علت آتش‌سوزی یا انفجار آغاز می‌شود. این بررسی‌ها می‌تواند در دو مرحله انجام شود. مرحله اول بررسی صحنه آتش‌سوزی برای تعیین منشأ و علت آن است. مرحله دوم انجام معاینه آزمایشگاهی بر روی نمونه‌های بازیابی‌شده است. بررسی چنین حوادثی نیازمند رویکرد منسجم و دانش علم آتش‌سوزی است.

## بررسی آتش‌سوزی‌ها
دشواری تعیین این‌که آیا آتش‌سوزی رخ داده است یا نه، به این دلیل است که آتش اغلب شواهد کلیدی منشأ را از بین می‌برد. بسیاری از آتش‌سوزی‌ها به‌دلیل تجهیزات معیوب، مانند اتصال کوتاه مدارهای الکتریکی معیوب ایجاد می‌شوند. آتش‌سوزی خودرو می‌تواند ناشی از سیستم سوخت‌رسانی معیوب باشد و احتراق خودبه‌خود در جایی که زباله‌های آلی ذخیره می‌شود اتفاق می‌افتد. یک کارشناس آتش‌نشانی به بقایای آتش نگاه می‌کند و اطلاعاتی را برای بازسازی توالی وقایع منتهی به آتش‌سوزی به‌دست می‌آورد.
یکی از جنبه‌های چالش‌برانگیز بررسی آتش‌سوزی، مبنای چند رشته‌ای شغل بازرس است. از آن‌جایی که آتش‌سوزی می‌تواند ناشی از منابع و سوخت‌های اشتعال زیادی باشد، فردی با تخصص در شیمی باید حادثه را بررسی کند. برای مثال، اگر یک وسیله گازسوز در منشأ آتش‌سوزی وجود داشته باشد، یک کارشناس باید اطلاعات کافی در مورد آن وسایل داشته باشد تا آن را به‌عنوان علت احتمالی آتش‌سوزی در نظر بگیرد. کارشناسان آتش‌نشانی گاهی اوقات با مهندسان حقوقی مانند مهندسان برق قانونی هنگام بررسی لوازم برقی، سیم‌کشی خانگی و غیره همکاری می‌کنند.
در ایالات متحده کارشناسان برای آموزش آتش‌سوزی به انجمن ملی حفاظت از آتش مراجعه می‌کنند. همچنین کتاب تحقیقات آتش کرک که توسط دیوید جی. آیکو و جرالد ای. هاینس تهیه شده است، مدت‌هاست که به‌عنوان کتاب درسی اولیه در زمینه تحقیق آتش در نظر گرفته شده است.

## مراحل بررسی
مراحل اصلی بررسی آتش‌سوزی عبارتند از:
1. رفتن به محل حادثه
  1. اطمینان از ایمنی صحنه جرم
  2. ایمن کردن منطقه
2. بررسی صحنه
  1. ارزیابی خارجی ساختمان یا سازه
  2. ارزیابی داخلی ساختمان یا سازه
  3. تعیین نقطه مبدأ آتش‌سوزی
3. مستندسازی شواهد
  1. برچسب زدن بر نمونه‌ها و شواهد
  2. ترسیم صحنه و آسیب‌ها
  3. تهیه شواهد با عکس‌برداری
4. تکمیل تحقیقات
  1. تکمیل اسناد و گزارشات لازم
  2. مصاحبه با طرف‌های درگیر
  3. ارائه شواهد